# Lussac-les-Châteaux
Lussac-les-Châteaux är en kommun i departementet Vienne i regionen Nouvelle-Aquitaine i västra Frankrike. Kommunen ligger i kantonen Lussac-les-Châteaux som tillhör arrondissementet Montmorillon. År 2022 hade Lussac-les-Châteaux 2 261 invånare.

## Befolkningsutveckling
Antalet invånare i kommunen Lussac-les-Châteaux
| Referens: INSEE |